# Кошаркашка репрезентација Румуније
Кошаркашка репрезентација Румуније представља Румунију на међународним кошаркашким такмичењима.

## Учешћа на међународним такмичењима

### Олимпијске игре
| Година     | Турнир                | Пласман               | ИГ                    | П                     | И                     | ДК                    | ПК                    | Разл.                 |
| ---------- | --------------------- | --------------------- | --------------------- | --------------------- | --------------------- | --------------------- | --------------------- | --------------------- |
| 1936—1948. | Није се квалификовала | Није се квалификовала | Није се квалификовала | Није се квалификовала | Није се квалификовала | Није се квалификовала | Није се квалификовала | Није се квалификовала |
| 1952.      | Квалификације         | 17. место             | 2                     | 0                     | 2                     | 90                    | 125                   | -35                   |
| 1956—2024. | Није се квалификовала | Није се квалификовала | Није се квалификовала | Није се квалификовала | Није се квалификовала | Није се квалификовала | Није се квалификовала | Није се квалификовала |
| Укупно     | 1/18                  |                       | 2                     | 0                     | 2                     | 90                    | 125                   | -35                   |

### Светска првенства
Није учествовала

### Европска првенства
| Година     | Турнир                | Пласман               | ИГ                    | П                     | И                     | ДК                    | ПК                    | Разл.                 |
| ---------- | --------------------- | --------------------- | --------------------- | --------------------- | --------------------- | --------------------- | --------------------- | --------------------- |
| 1935.      | Први круг             | 10. место             | 3                     | 0                     | 3                     | 49                    | 132                   | -83                   |
| 1937—1946. | Није се квалификовала | Није се квалификовала | Није се квалификовала | Није се квалификовала | Није се квалификовала | Није се квалификовала | Није се квалификовала | Није се квалификовала |
| 1947.      | Први круг             | 10. место             | 6                     | 3                     | 3                     | 288                   | 254                   | +34                   |
| 1949.      | Није се квалификовала | Није се квалификовала | Није се квалификовала | Није се квалификовала | Није се квалификовала | Није се квалификовала | Није се квалификовала | Није се квалификовала |
| 1951.      | Повукла се            | 18. место             | -                     | -                     | -                     | -                     | -                     | -                     |
| 1953.      | Први круг             | 13. место             | 9                     | 6                     | 3                     | 547                   | 471                   | +76                   |
| 1955.      | Финална група         | 7. место              | 11                    | 5                     | 6                     | 753                   | 726                   | +27                   |
| 1957.      | Финална група         | 5. место              | 10                    | 5                     | 5                     | 645                   | 645                   | 0                     |
| 1959.      | Други круг            | 8. место              | 8                     | 3                     | 5                     | 515                   | 475                   | +40                   |
| 1961.      | Други круг            | 7. место              | 8                     | 6                     | 2                     | 501                   | 467                   | +34                   |
| 1963.      | Први круг             | 11. место             | 9                     | 4                     | 5                     | 554                   | 553                   | +1                    |
| 1965.      | Први круг             | 13. место             | 9                     | 4                     | 5                     | 637                   | 587                   | +50                   |
| 1967.      | Први круг             | 5. место              | 9                     | 6                     | 3                     | 617                   | 618                   | -1                    |
| 1969.      | Први круг             | 9. место              | 7                     | 4                     | 3                     | 547                   | 526                   | +21                   |
| 1971.      | Први круг             | 8. место              | 7                     | 3                     | 4                     | 494                   | 541                   | -47                   |
| 1973.      | Први круг             | 9. место              | 7                     | 3                     | 4                     | 530                   | 535                   | -5                    |
| 1975.      | Први круг             | 11. место             | 7                     | 1                     | 6                     | 486                   | 584                   | -98                   |
| 1977—1983. | Није се квалификовала | Није се квалификовала | Није се квалификовала | Није се квалификовала | Није се квалификовала | Није се квалификовала | Није се квалификовала | Није се квалификовала |
| 1985.      | Први круг             | 10. место             | 7                     | 2                     | 5                     | 631                   | 665                   | -34                   |
| 1987.      | Први круг             | 12. место             | 7                     | 0                     | 7                     | 584                   | 746                   | -162                  |
| 1989—2015. | Није се квалификовала | Није се квалификовала | Није се квалификовала | Није се квалификовала | Није се квалификовала | Није се квалификовала | Није се квалификовала | Није се квалификовала |
| Укупно     | 17/38                 |                       | 124                   | 55                    | 69                    | 8378                  | 8525                  | -147                  |